# Rivière-à-Claude
Rivière-à-Claude es un municipio canadiense situado en la provincia de Quebec.

## Superficie
Rivière-à-Claude tiene una superficie de 155,95 km².

## Demografía
En 2021, tenía 141 habitantes, una densidad poblacional de 0,9 hab./km², y 113 viviendas.